# Joaquín Sagaseta
Joaquín Sagaseta de Ilurdoz Paradas (Las Palmas de Gran Canaria, 6 de septiembre de 1952-Ib., 25 de febrero de 2021)  fue un abogado laboralista, político y sindicalista canario, histórico militante comunista.

## Biografía

### Juventud
Sobrino de Fernando Sagaseta, sus inicios políticos están ligados a las Juventudes Comunistas, e inmediatamente al PCE y Comisiones Obreras; entonces organizaciones en la clandestinidad a causa de la dictadura franquista.
Se licenció en Derecho en la Universidad de La Laguna, ejerciendo siempre como abogado laboralista en su ciudad natal.

### Vida profesional
En su vida profesional, se ha dedicado a defender a personas con graves problemas en sus centros de trabajo, como Samuel, al que despidieron de su puesto de trabajo por tener cáncer en 2009. En la que llegó a declarar: -"Después de 30 años como laboralista, nunca vi un despido con igual nivel de encanallamiento" Luchó hasta que el Tribunal Superior de Justicia Canario anuló el improcedente despido de dichos trabajadores. Y también luchando por el derecho de los trabajadores del ayuntamiento de Las Palmas de Gran Canaria que sufrieron acoso laboral  que según recoge la sentencia "fue víctima de una violencia psíquica pública y diaria" bajo la etapa del Partido Popular con Josefa Luzardo como alcaldesa.
Quino criticó las palabras del presidente de la CEOE, Joan Rosell en las que pedía un mayor abaratamiento del despido y un copago en todos los servicios públicos.

### Activista socialypolítico

#### Finales de siglo XX

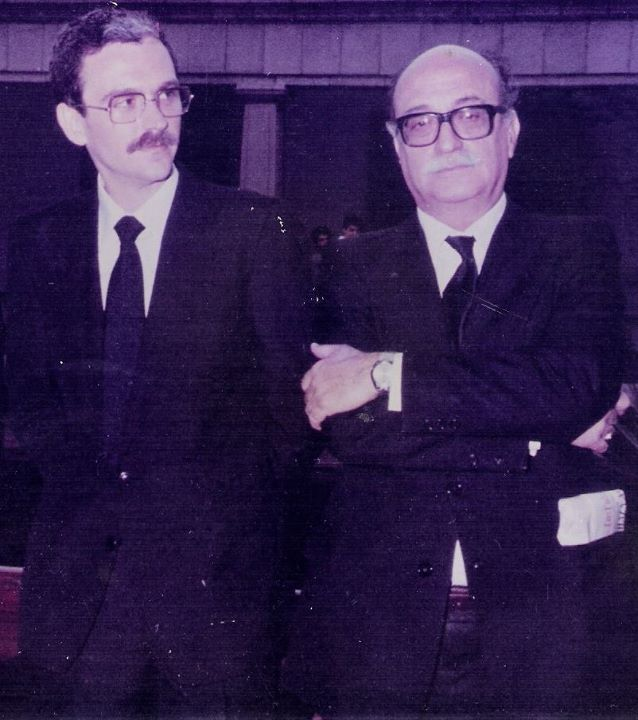
Quino junto a su tío Fernando Sagaseta

A la muerte de Franco y legalizadas las organizaciones de la izquierda, Quino se incorporó a Unión del Pueblo Canario, obteniendo un diputado (Fernando Sagaseta, tío de Quino) en las elecciones de 1979. En los años siguientes UPC no pudo con las tensiones entre los grupos que la conformaban y terminó fracasando electoralmente, y disolviéndose como coalición poco después.
Entre los años 1984 y 1985, Quino ingresó en el Partido Comunista de los Pueblos de España (PCPE). Cuatro años después, Sagaseta abandonó esta organización comunista y se integró en Izquierda Unida, (donde formó parte de su sector crítico). formación que por entonces dirigían en Gran Canaria Segundo Martínez y María Puig. La manifiesta incompatibilidad personal con estos últimos provocó que en 1996 Sagaseta se fuera de IU y creará un partido, Encuentro Progresista.

#### SigloXXI
Ante el referéndum de febrero de 2005 sobre la Constitución europea, formó parte de la campaña por el No.
Quino es miembro fundador de la asociación de juristas canarios Justicia y Sociedad, orientada fundamentalmente a la denuncia de casos de corrupción en las administraciones públicas de las islas, de la que fue elegido presidente en 2005.
Y también ha perseguido la corrupción política en las islas, con especial seguimiento a José Manuel Soria, además de luchar contra los casos como Faycan, Góndola, Las Teresitas. También ha defendido públicamente a Victoria Rosell, conocida jueza famosa por su lucha anticorrupción, al igual que ha luchado por los derechos de los inmigrantes. Y ha declarado en diversas ocasiones: 

«Si los trabajadores no comparten los beneficios empresariales tampoco deben compartir sus pérdidas.»

En febrero de 2011 crea, junto con destacados abogados laboralistas y miembros de comités de empresa de toda Canarias, la CARTA OBRERA (compendio de reivindicaciones en materia de derechos laborales en el sentido de protección de los trabajadores frente a las continuas reformas laborales emprendidas por el Gobierno del PSOE en el Estado y de Coalición Canaria en el Archipiélago Canario). En septiembre de 2010, apoyó de forma activa, junto a un grupo amplio de laboralistas, la huelga general, para defender los derechos de los trabajadores frente a las políticas neoliberales impuestas por el FMI. Asegurando que la reforma laboral es peor que la de los años 90 y que va a la yugular de los trabajadores.
Joaquín se ha mostrado muy crítico con la idea de inyectar fondos públicos a la banca privada, mostrándose fiel defensor de crear una banca pública y ética con las Cajas de Ahorros canarias en vez de privatizarlas, lejos de los poderes caciquiles, proclama.

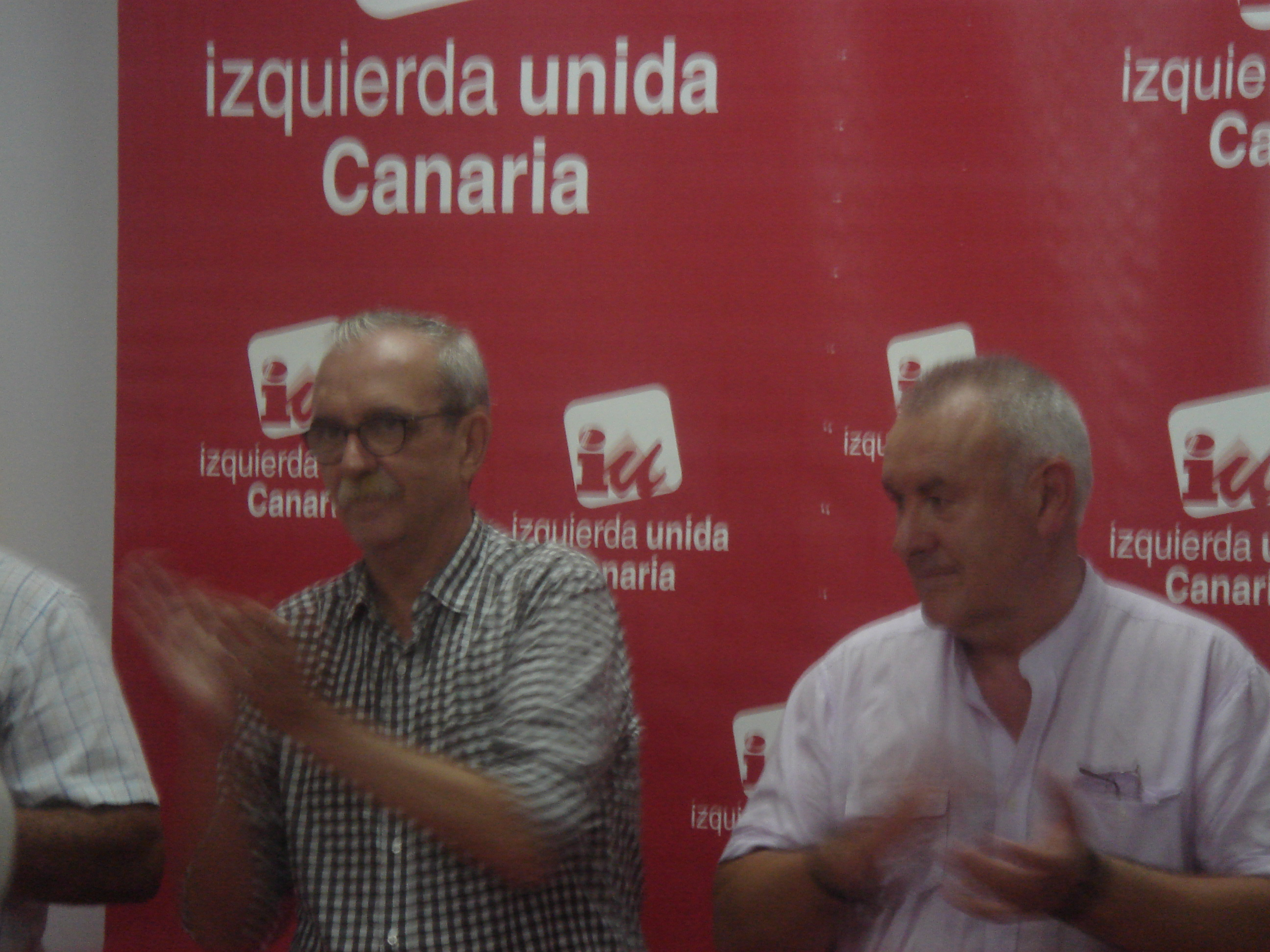
Quino junto a Cayo Lara en la sede de IUC en LPGC

En febrero de 2011 funda un Sí Se Puede en la isla de Gran Canaria, junto a históricos y jóvenes militantes de organizaciones de los movimientos sociales canarios, ecologistas y socioambientales como Ben Magec, Attac Canarias, Gamá entre otros tantos. En el mismo mes, también asiste a las Mesas de Convergencia Ciudadana en Madrid, donde fue elegido miembro de la Coordinadora estatal, integrada por 20 representantes de las distintas nacionalidades y corrientes de opinión del Estado. Sagaseta intervino en nombre del movimiento hacia un frente de las fuerzas de la izquierda y el progreso que se está gestando en Canarias., llegando a un acuerdo electoral con Sí Se Puede para las elecciones municipales de 2011. Ha arremetido contra el caciquismo político, destacando que en Canarias reina «una burguesía depredadora y que no crea riqueza».
En agosto de 2011, condena junto a media docena de partidos progresistas canarios, entre ellos el Roque Aguayro, la reforma de la constitución, que califican como desoladora para los derechos sociales y laborales. Apoyando al convocatoria de Democracia Real Ya por el referéndum constitucional.
A finales de septiembre de 2011, la asamblea resultante de la convergencia de varias formaciones progresistas y ecologistas de la provincia de Las Palmas lo elige como cabeza de lista para las elecciones generales de 2011.
El miércoles 19 de octubre de 2011 presenta la coalición electoral Canarias Verde y Roja donde declaró: 

«Canarias Verde y Roja supone un paso muy importante para la confluencia de las fuerzas progresistas en el momento crítico en el que nos encontramos la política en Canarias y en el Estado español no puede moverse entre los márgenes del neoliberalismo que representan PSOE por un lado y PP por otro. Ese el cerco que queremos romper con políticas activas de orientación claramente democraticas y ecologistas.»

Desde 2015 es miembro del Consejo Ciudadano Autonómico de Podemos en Canarias.

### Entrevistas
- Una oligarquía corrupta trata de echar un pulso a las acciones judiciales. Entrevista en Canarias Ahora.
- Canarias puede terminar como la Palermo siciliana (enlace roto disponible en Internet Archive; véase el historial, la primera versión y la última).. Entrevista en Canarias Semanal.

### Artículos
- Otra vez, más de cien años después (San Borondón. Voz del Pueblo, 09-07-2008), por Joaquín Sagaseta
- La Ley 52/07 (de la Memoria Histórica) (Rebelión, 19-05-2008), por Joaquín Sagaseta
- ¿Cinco claves para la reconstrucción? (Rebelión, 26-04-2008), por Joaquín Sagaseta
- En el 90 aniversario de la revolución rusa (Rebelión, 02-12-2007), por Joaquín Sagaseta
- La revolución usurpada (Rebelión, 13-10-2006), por Joaquín Sagaseta y Arturo Borges
- La llave que perdió su puerta, por Joaquín Sagaseta
- Il Signore inexistente (enlace roto disponible en Internet Archive; véase el historial, la primera versión y la última)., por Joaquín Sagaseta

### Libros
- La Revolución Usurpada EDICIONES IDEA - IDEAGLOBAL ISBN 978-84-8382-778-9